# ماريو بابيتش
ماريو بابيتش هو لاعب كرة قدم كرواتي في مركز الوسط، ولد في 3 يوليو 1992 في زغرب في كرواتيا. شارك مع منتخب كرواتيا تحت 17 سنة لكرة القدم ومنتخب كرواتيا تحت 18 سنة لكرة القدم ومنتخب كرواتيا تحت 19 سنة لكرة القدم ومنتخب كرواتيا تحت 20 سنة لكرة القدم. أما مع النوادي، فقد لعب مع نادي إسترا 1961 ونادي رودار فيلينيه.

## وصلات خارجية
- ماريو بابيتش على موقع قاعدة بيانات كرة القدم.إي يو (الإنجليزية)
- ماريو بابيتش على موقع Soccerway.com (الإنجليزية)
- ماريو بابيتش على موقع عالم كرة القدم.نت (الإنجليزية)